# Asteroidea

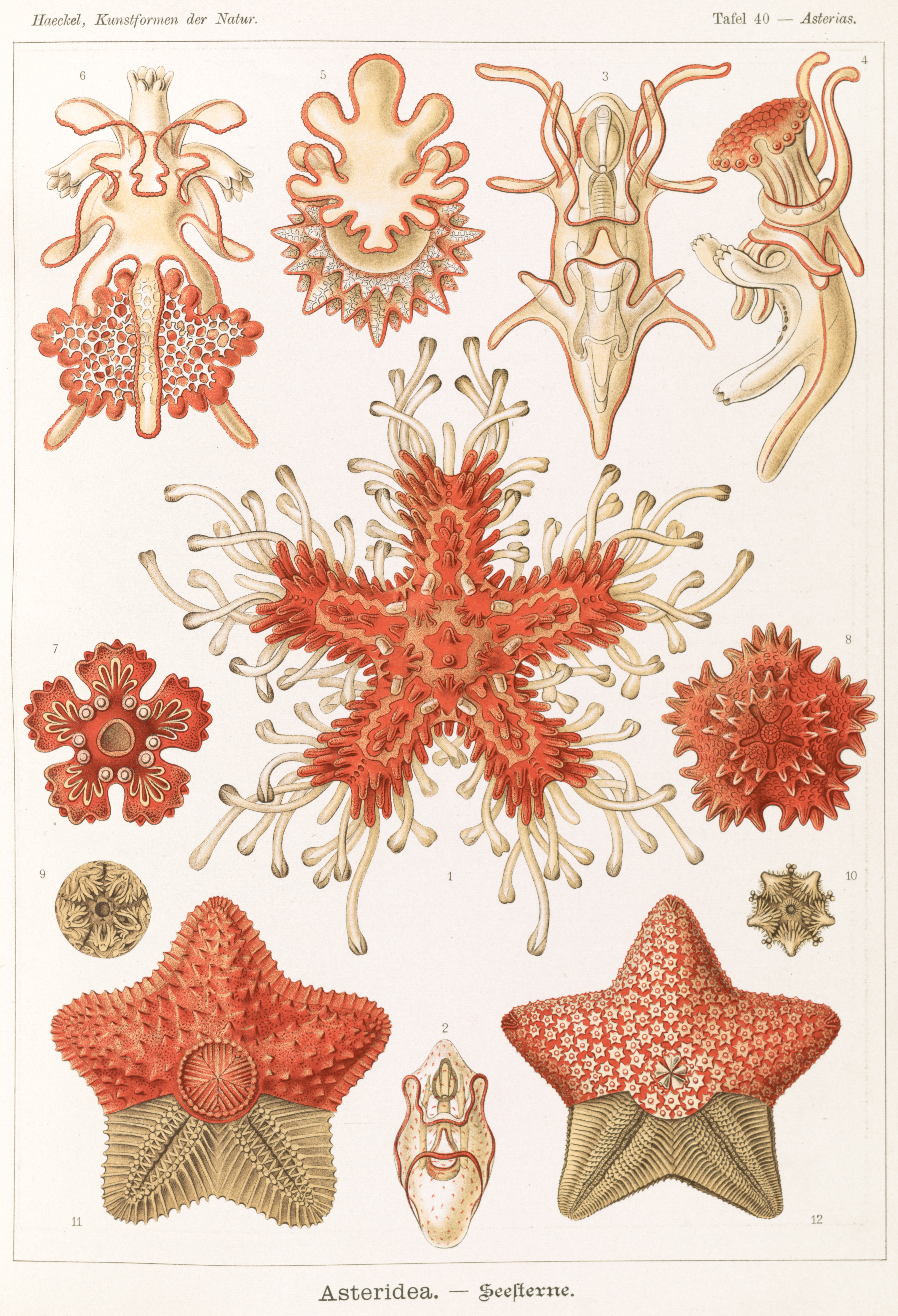

Asteroidea este denumirea unei clase taxonomice din care fac parte stelele de mare. Asteroideele sunt animale marine care fac parte din ordinul Echinodermata. Stelele de mare cuprind un număr mare de specii care trăiesc în mediul marin, în apropierea coastelor, preferă locurile stâncoase, dar pot fi întâlnite și la adâncimi de 9.000 m, pe nisip sau pe substraturi vegetale. Din studiul fosilelor s-a constatat că stelele de mare există de peste 300 milioane de ani. Un reprezentant mai cunoscut al grupei este specia Asterias rubens.

## Caractere morfologice
Corpul acestor animale are forma tipică stelară, cu 5 sau mai multe brațe. Unele dintre specii, ca de exemplu Acanthaster planci, care consumă corali, pot avea până la 23 de brațe. Mărimea lor variază de la 1 cm până la aproape 1 m (Novodinia antillensis).

## Mod de viață
Pe partea ventrală, ele au un sistem hidraulic de sifoane cu apă și piciorușe care le ajută în locomoție. Tot la deplasare le mai ajută brațele, care aderă la substrat și, prin contracție, ajută de asemenea la locomoție. Central, în partea ventrală, se află o deschidere care are rol de gură care comunică cu un stomac. Stele de mare consumă nevertebrate, scoici, bureți, melci de mare, cadavre, pești și ascidii. Stelele de mare sunt heterosexuate, adică există indivizi de sex masculin și feminin. Spermatogeneza la masculi este stimulată prin depunerea ouălor de către femele. Larvele eclozate se hrănesc cu plancton. Ele vor avea mai târziu o formă stelară.

## Importanță economică
În Danemarca, unele specii din genul Asteria sunt utilizate la producerea furajului pentru găini sau pești. Vechii egipteni și amerindienii din Columbia Britanică foloseau stele de mare ca îngrășământ agrar. Ele mai sunt comercializate în turism, ca suveniruri.